# Anton Giulio Bragaglia
Pour les articles homonymes, voir Bragaglia.
Anton Giulio Bragaglia, né le 11 février 1890 à Frosinone et mort le 15 juillet 1960 à Rome, est un artiste italien à la fois réalisateur de cinéma, photographe, scénographe, critique de cinéma et essayiste. Ses écrits portent sur le cinéma, la photographie et la danse. Il appartient au courant futuriste italien.

## Biographie
Anton Giulio Bragaglia a commencé à travailler comme assistant réalisateur en 1906 auprès de la Società italiana Cines, une maison de production romaine dont son père, Francesco Bragaglia, était le directeur général. Tirant profit de la production foisonnante de la Cines il y acquit son expérience technique et artistique, notamment en travaillant aux côtés de réalisateurs du cinéma muet tels Mario Caserini et Enrico Guazzoni. En parallèle il se passionne pour l'archéologie et collabore avec Giacomo Boni et Rodolfo Lanciani.
Avec ses frères Arturo et Carlo Ludovico, il se consacre à l'expérimentation de nouvelles techniques photographiques et cinématographiques en se concentrant surtout sur la photodynamique, et bénéfice du soutien du mouvement futuriste italien, en particulier de Filippo Tommaso Marinetti. En 1913, il publie son essai Fotodinamismo futurista (Le photodynamisme futuriste) et devient rédacteur en chef du journal L'Artista (L'Artiste), un périodique artistique et théâtral.
En 1916, il fonde le périodique Cronache di attualità (Chroniques de l'actualité), qui traite de politique et d'art italien et international, en particulier l'avant-gardisme. La même année, il fonde la maison de production cinématographique Novissima-Film et réalise son célèbre film Thaïs (ou Perfido incanto), œuvre portant une empreinte résolument futuriste, sur des scénographies avant-gardistes d'Enrico Prampolini.
En 1918, il crée et dirige la galerie Casa d'arte Bragaglia qu'il inaugure avec une exposition personnelle de Giacomo Balla et qui présentera, entre autres, des expositions de Giorgio De Chirico, Mario Sironi, Hector Nava, Julius Evola et les dadaistes, Gustav Klimt, Egon Schiele et Ossip Zadkine
De 1921 à 1924, il publie le pamphlet satirique Index Rerum Virorumque Prohibitorum. En 1922, il ouvre le Teatro sperimentale degli indipendenti (Théâtre expérimental des indépendants) et lance sa propre compagnie de théâtre, la Compagnia Spettacoli Bragaglia avec laquelle il met en scène l'Opéra de quat'sous de Bertolt Brecht pour une tournée en 1929 et 1930. Le Teatro sperimentale degli indipendenti restera fidèle à son orientation avant-gardiste et recevra Luigi Pirandello, Marinetti, Italo Svevo et Rosso di San Secondo.

## Filmographie partielle
- 1917 : Les Possédées (Thais).
- 1918 : Charme pervers (Perfido incanto).